# Сфодеа (Мехединци)
Сфодеа (рум. Sfodea) насеље је у Румунији у округу Мехединци у општини Балта. Oпштина се налази на надморској висини од 458 m.

## Становништво
Према подацима из 2002. године у насељу је живело 120 становника, од којих су сви румунске националности.